# Hvozdnice (přírodní rezervace)
Hvozdnice je přírodní rezervace jižně od obce Slavkov v okrese Opava. Chráněné území se rozkládá na severovýchodním okraji vrchoviny Nízkého Jeseníku v nivě potoka Hvozdnice, kde zahrnuje soustavu tří rybníků (Slavkovský, Vrbovec a Jankův) s okolím. Důvodem ochrany je jedno z posledních bažinných území v nížinných oblastech Moravskoslezského kraje s bohatým výskytem rostlinstva a živočišstva včetně geologických výtvorů.

## Flóra
Flóru tvoří především byliny typické pro lužní lesy - v jarním aspektu je to sasanka hajní (Anemonoides nemorosa), sasanka pryskyřníkovitá (Anemone ranunculoides), plicník lékařský (Pulmonaria officinalis), zapalice žluťuchovitá (Isopyrum thalictroides), dymnivka dutá (Corydalis cava), mokrýš střídavolistý (Chrysosplenium alternifolium), prvosenka vyšší (Primula elatior), podbílek šupinatý (Lathraea squamaria), kopytník evropský (Asarum europaeum) a křivatec žlutý (Gagea lutea). Méně často můžeme také narazit na lilii zlatohlavou (Lilium martagon). V průběhu května na lokalitě vykvétají konvalinky vonné (Convallaria majalis), pstročky dvoulisté (Maianthemum bifolium), kokoříky vonné (Polygonatum odoratum), v okolí rybníků pak také kosatce žluté (Iris pseudacorus). Rybníky jsou rovněž příhodné pro později vykvétající dvouzubce (Bidens) nebo žabníky jitrocelové (Alisma plantago-aquatica). Na sušších stráňkách v přilehlých částech rezervace naopak vykvétají hvozdíky kropenaté (Dianthus deltoides). Na lokalitě se bohužel v posledních letech šíří invazní křídlatka, kterou bude třeba v následujících letech pravidelně likvidovat, aby nedošlo k zarůstání cenných mikrolokalit a celé oblasti.
V minulosti byla z rezervace uváděna řada významných druhů - například sasanka lesní (Anemonoides sylvestris), vstavač mužský znamenaný (Orchis mascula subsp. speciosa) nebo některé druhy bublinatek (Utricularia). V důsledku intenzifikace zemědělství, scelování polí, úbytku přirozeného prostředí pro možný růst rostlin, neopodstatněného trhání chráněných rostlin do herbářů a pro prodejní a dekorační účely, se tyto druhy v lokalitě v současnosti bohužel nevyskytují. To ovšem neznamená, že by lokalita nebyla stále regionálně významná, a proto je nutné ji chránit a zachovat. Zdejší jarní aspekt bylin je totiž typický pro lužní lesy, kterých je na Opavsku velmi málo, a tudíž se jedná o velmi cennou oblast zbytků původních tvrdolistých lužních lesů. Zároveň se jedná o významnou rybničnatou oblast v okrese, která je vhodná pro vlhkomilné a vodní druhy rostlin.